# Minuskuł 11
Minuskuł 11 (wedle numeracji Gregory—Aland), ε 297 (von Soden) – rękopis Nowego Testamentu z tekstem czterech Ewangelii, pisany minuskułą na pergaminie w języku greckim z XIV wieku. Przechowywany jest w Paryżu.

## Opis rękopisu
Kodeks zawiera tekst czterech Ewangelii, na 274 pergaminowych kartach (16,2 cm na 9,3 cm).
Tekst rękopisu pisany jest jedną kolumną na stronę, 24 linijek w kolumnie.
Tekst Ewangelii dzielony jest według κεφαλαια (rozdziały) oraz według Sekcji Ammoniusza, których numery umieszczono na marginesie. Sekcje Ammoniusza opatrzone zostały odniesieniami do Kanonów Euzebiusza. Tekst ewangelii zawiera τιτλοι (tytuły). Ponadto przed każdą z Ewangelii umieszczone zostały listy κεφαλαια (spis treści).

## Tekst
Grecki tekst Ewangelii reprezentuje bizantyńską tradycję tekstualną. Aland zaklasyfikował go do kategorii V.

## Historia
Paleograficznie rękopis datowany jest na wiek XIV. Niegdyś należał do arcybiskupa Reims Le Telliera (wraz z kodeksami 10, 13).
Rękopis wykorzystany został przez Kustera w jego wydaniu greckiego Nowego Testamentu. Oznakowany został przy pomocy siglum Paris 4.
Na listę rękopisów Nowego Testamentu wciągnął go Wettstein.
Rękopis badał Johann Martin Augustin Scholz oraz Paulin Martin.
Obecnie przechowywany jest we Francuskiej Bibliotece Narodowej (Gr. 121.122)w Paryżu.
Nie jest cytowany w krytycznych wydaniach Novum Testamentum Graece Nestle-Alanda (NA26, NA27).